# Hypena euryzostra
Hypena euryzostra är en fjärilsart som beskrevs av Turner 1932. Hypena euryzostra ingår i släktet Hypena och familjen nattflyn. Inga underarter finns listade i Catalogue of Life.